# Chiesa di Santa Maria in Passione
La chiesa di Santa Maria in Passione è stato un edificio religioso del centro storico di Genova, situata nell'omonima piazza sulla collina di Castello, nel quartiere del Molo. Chiuso nell'Ottocento per le leggi di soppressione degli ordini religiosi emanate dal governo sabaudo, il complesso comprendente la chiesa fu dapprima trasformato in caserma e infine divenne sede dell'O.N.M.I., prima di venire quasi completamente distrutto durante la seconda guerra mondiale.
Dal 5 ottobre 2014 è aperta al pubblico La Libera Collina di Castello, un nuovo Parco culturale urbano nel sito archeologico di Santa Maria in Passione.
Uno spazio culturale, luogo d'incontro e autoformazione: dove studenti, abitanti e persone operanti nel mondo dell'artigianato, della cultura e dell'arte possono sviluppare il proprio lavoro e condividerlo con la città.
Tante storie diverse che si raccontano, un percorso di cura attiva del bene nella forma dell'autogoverno e dell'autonomia.

## Storia

### Origini

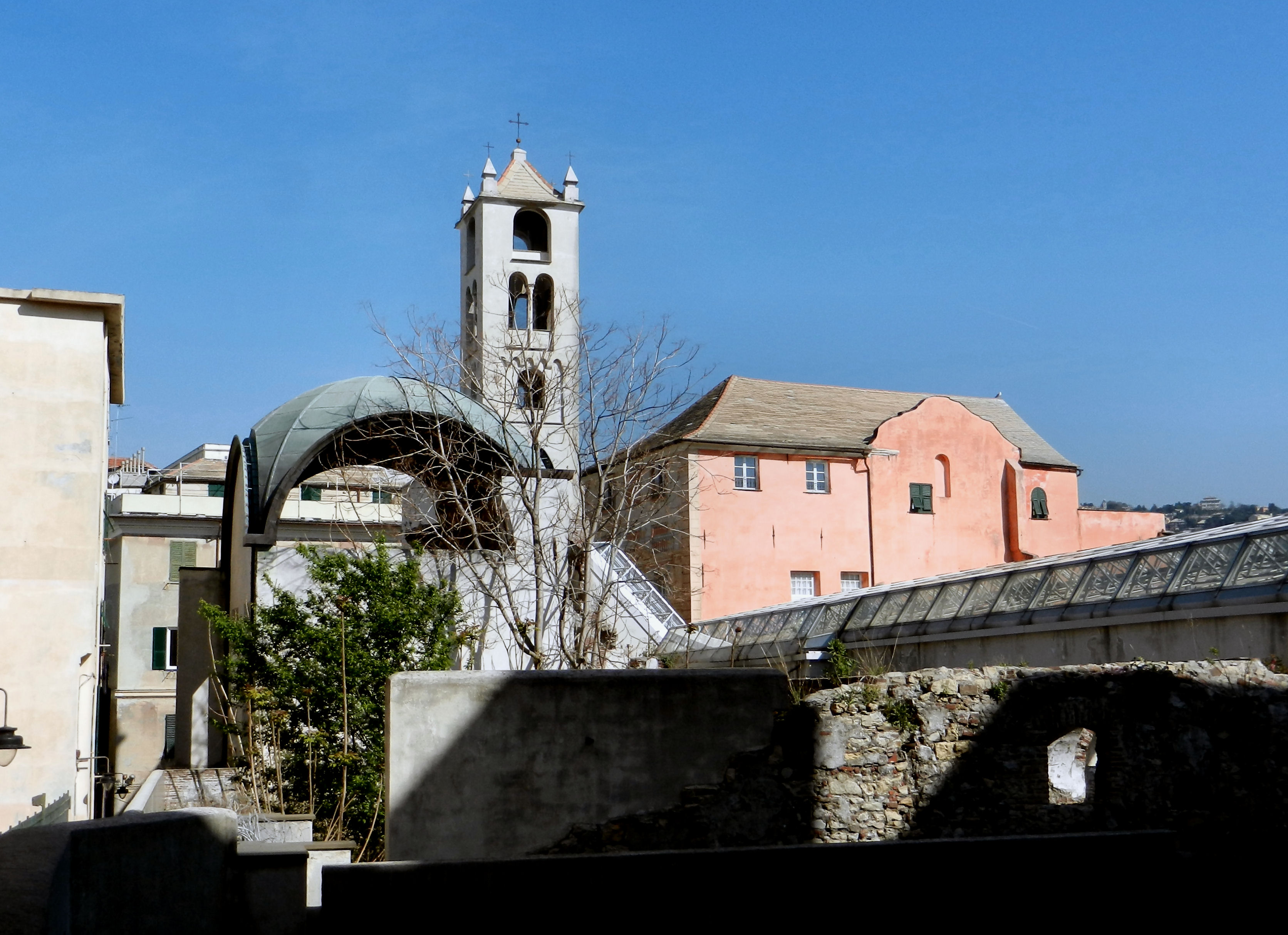
Veduta d'insieme del complesso con il campanile salvatosi alla distruzione e la copertura posta a protezione dei ruderi della chiesa (a destra l'ex convento di S. Maria delle Grazie "la nuova", oggi sede del centro studi musicali Casa Paganini)

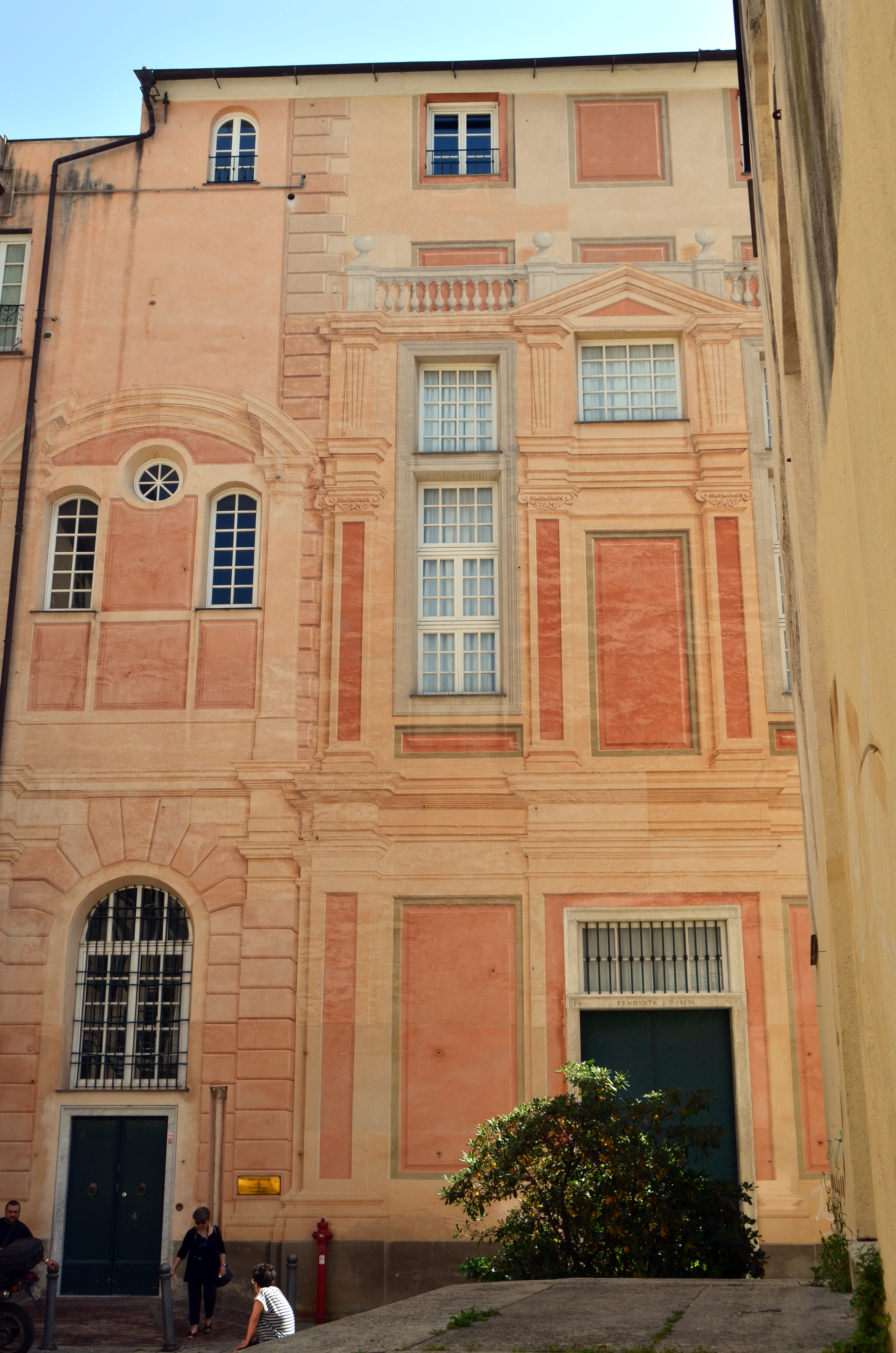
La sede del centro studi musicali Casa Paganini presso il complesso di S. Maria delle Grazie "la nuova", adiacente alla chiesa di S. Maria in Passione, la cui facciata si intravede sulla destra

Sarebbe attestata al 1323 l'esistenza di una prima comunità religiosa delle monache agostiniane della Madonna della Pietà, poi di Santa Maria di Misericordia detta in Passione, che probabilmente fino al 1407 aveva sede in un altro edificio conventuale della zona. Nella prima metà del Quattrocento è attestato lo spostamento dell'ordine monastico presso la chiesa di San Silvestro, costruita nel XII secolo e andata completamente distrutta dai bombardamenti aerei della seconda guerra mondiale, che faceva parte della residenza medioevale dell'arcivescovo genovese e che dal 1449 ospitava un monastero delle Domenicane di Pisa. Da allora le monache della Madonna della Pietà vennero chiamate anche "Povere di San Silvestro". E proprio per esigenze di spazi, dovute alla presenza nello stesso monastero di due diverse comunità di suore, le monache di Santa Maria in Passione avviarono la costruzione di una nuova sede conventuale con una propria chiesa (una capella con campana et altare) accanto a quella di San Silvestro; il nuovo complesso, realizzato su una già esistente casa degli Embriaci risalente al XIII secolo, fu iniziato nel 1457 e completato nel 1462. L'anno seguente papa Pio II, su richiesta delle stesse monache, proclamò formalmente la loro appartenenza alla regola agostiniana.

### La ricostruzione del XVI secolo
Intorno alla metà del XVI secolo, con il crescere della comunità delle monache di Santa Maria in Passione, che negli anni precedenti avevano accolto altre congregazioni minori, si rese necessario un ampliamento del complesso. La chiesa, completamente ricostruita, venne consacrata, in un anno non precisato tra il 1553 e il 1559, dal vescovo Egidio Falcetta. Nel 1582 è accertata la visita da parte del visitatore apostolico Francesco Bossi. Verso la metà del XVII secolo gli interni della chiesa subirono un "aggiornamento architettonico" in stile barocco e con nuove modifiche strutturali: le crociere vennero trasformate in volte a vela, furono eliminati i costoloni e arrotondati gli angoli e gli archi acuti. Anche le decorazioni pittoriche conobbero una nuova fase con la realizzazione di affreschi e dipinti da parte dei più importanti esponenti della pittura barocca genovese, tra i quali Valerio Castello, Domenico Piola (chiamato a collaborare dallo stesso Valerio Castello, al quale era stato commissionato l'intero ciclo degli affreschi) e Lazzaro Tavarone. Della chiesa originaria rimase inalterato solo il campanile.

### La chiusura del convento
Con la fine della Repubblica di Genova e l'avvento della Repubblica Ligure napoleonica (1797) l'ordine religioso fu soppresso e la chiesa chiusa al culto; le monache vennero trasferite nel monastero di San Sebastiano. Solamente con la caduta del Primo Impero francese e il passaggio della Liguria nel Regno di Sardegna mentre dal 1818 gli antichi spazi conventuali accolsero le Canonichesse lateranensi dei soppressi monasteri di Santa Maria delle Grazie "la nuova", San Bartolomeo dell'Olivella e Sant'Andrea della Porta. Nel 1889, appellandosi a quanto stabilito da una nuova legge sulla soppressione degli ordini religiosi emanata dal Regno d'Italia nel 1866, il sindaco di Genova stabilì un nuovo abbandono del sito conventuale per far posto alla caserma delle Guardie di città. In seguito fu sede della Guardia di Finanza e infine dell'O.N.M.I.

### La distruzione bellica e il progetto di recupero

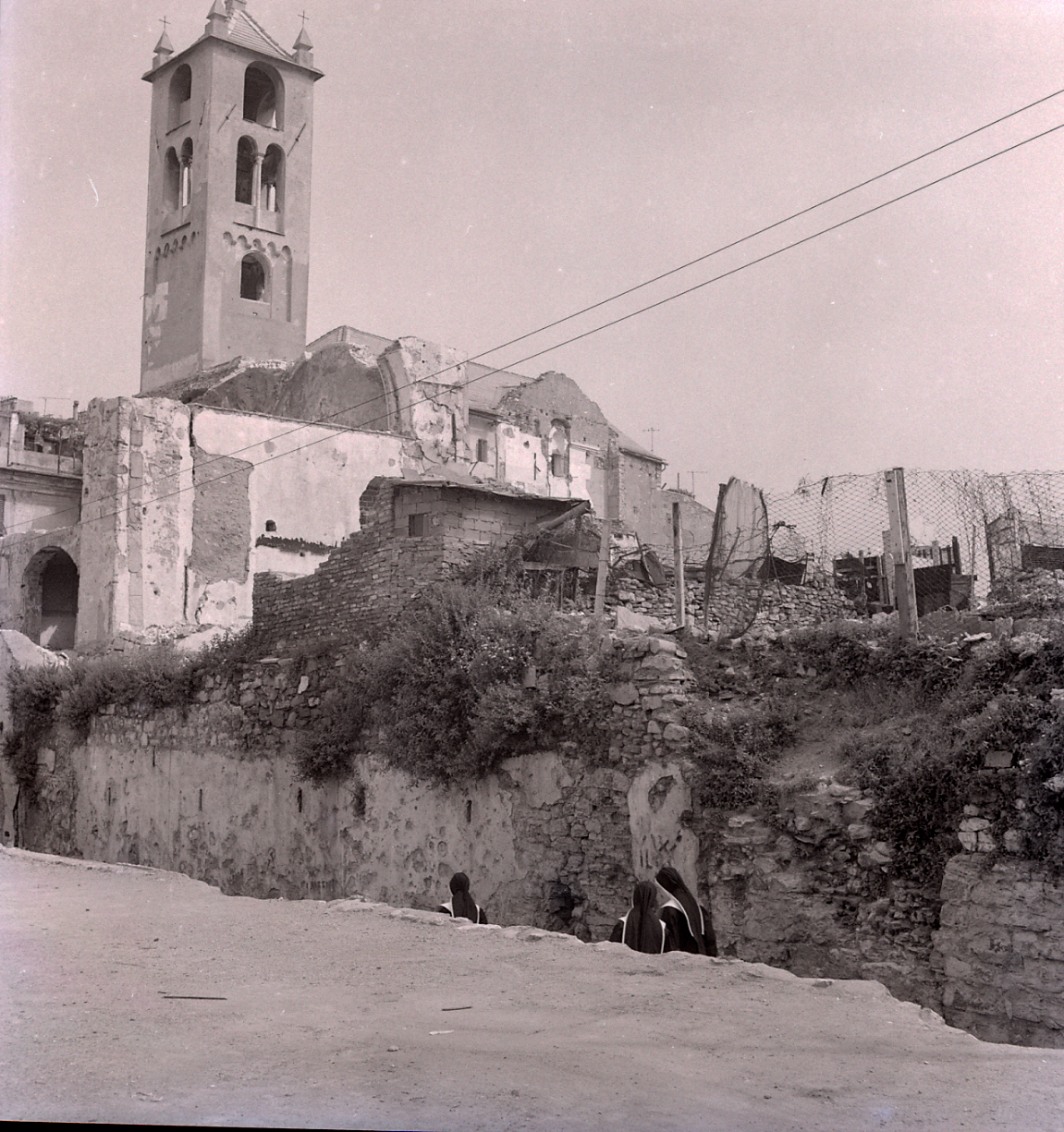
Il complesso di Santa Maria in Passione dopo i bombardamenti, in un'immagine di Paolo Monti

L'ex complesso monastico, come quello vicino di San Silvestro, fu quasi completamente distrutto dai bombardamenti aerei della seconda guerra mondiale. Un primo bombardamento il 22 ottobre 1942 provocò l'incendio del tetto, ma il più distruttivo fu un secondo attacco il 4 settembre 1944 che rase quasi al suolo la sommità della collina di Castello; i bombardamenti distrussero quasi completamente gli affreschi e provocarono gravi danni alle murature esterne che in parte dovettero essere demolite. Rimase invece quasi integro il campanile che fu consolidato e in seguito restaurato. Insieme con la chiesa venne completamente distrutto il vicino oratorio di Santa Maria, San Bernardo e dei Santissimi Re Magi, appartenente alla confraternita dei Tre Re Magi, del quale nulla rimane, salvo una lapide commemorativa. Fondato nel XIV secolo, aveva la volta affrescata da Lazzaro Tavarone.
Il complesso rimase in rovina per decenni, finché a partire dagli anni settanta un progetto elaborato dal Comune di Genova e seguito dall'architetto Ignazio Gardella ha dato spazio a interventi di recupero di questa area del centro storico con la costruzione della nuova sede della Facoltà di Architettura dell'Università di Genova sul sito dell'ex convento di San Silvestro, della Fondazione Niccolò Paganini e della sede dell'Osservatorio Urbano Permanente, creato per promuovere iniziative di risanamento e valorizzazione del centro storico; a partire dagli anni novanta un altro progetto ("Progetto Civis Sistema") prevede, inoltre, altri interventi di conservazione e recupero.

## Descrizione

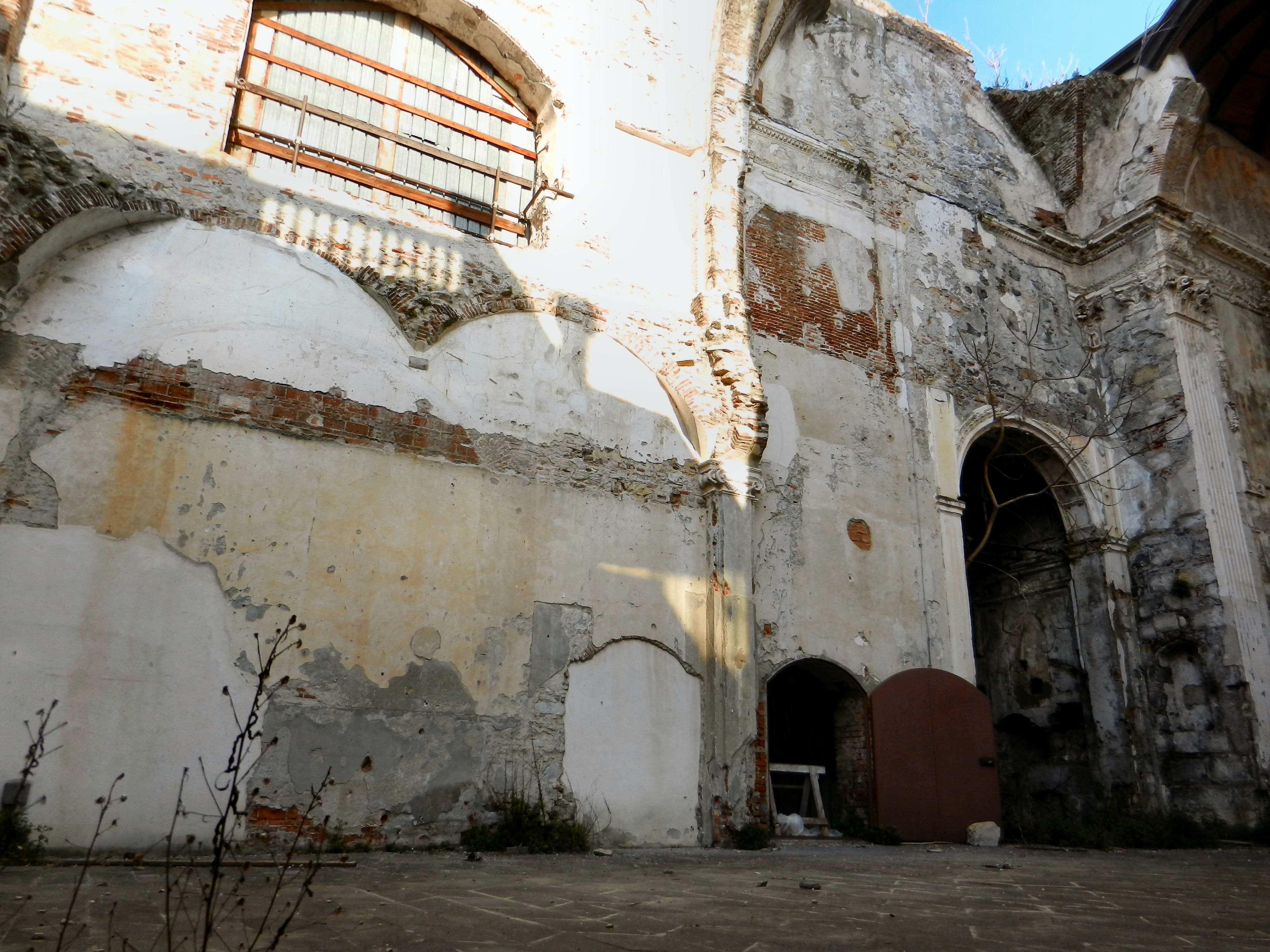
L'interno della chiesa come appare oggi, dopo le distruzioni belliche

Il complesso con i vari ampliamenti succedutisi nei secoli si presentava come una serie di volumi articolati su più piani che dalla chiesa (separata dal convento dalla via S. Maria in Passione) scendeva fino alla sottostante via Mascherona.
Della chiesa, oltre al campanile, sono rimaste la parte inferiore della facciata, parte dei muri perimetrali e la parte absidale, oltre ad alcuni resti del convento nella zona compresa tra la chiesa e la nuova sede della Facoltà di Architettura. Nel rispetto degli antichi disegni sono state ripristinate la piazza e la salita di S. Maria in Passione e il giardino del convento e consolidati il campanile e le superstiti strutture della chiesa, realizzando una copertura sulla zona absidale per proteggere dagli agenti atmosferici i decori ancora visibili ed un'altra sulle rovine del convento. Sono stati anche realizzati alcuni locali nell'area dell'ex convento da destinare a sede dell'Osservatorio.
In quello che rimane della facciata sono visibili i gli archi del portico del palazzo medioevale degli Embriaci sulle cui strutture era stata edificata la chiesa, della quale è ancora leggibile la planimetria, a navata unica, con il presbiterio allo stesso livello e il coro sopraelevato. Le pareti erano decorate da affreschi raffiguranti la storia della Passione ed episodi del Vangelo, andati quasi completamente distrutti, salvo alcuni frammenti, oggi conservati nel museo di Sant'Agostino.

## Opere d'arte
Il bombardamento del 1944 oltre ad aver provocato ingentissimi danni alla struttura ha causato la perdita totale delle decorazioni pittoriche originali (sia medioevali che barocche) e buona parte delle opere artistiche quali tele, quadri e statue ivi conservate. Grazie a diverse testimonianze fotografiche del 1943-1958 conservate nell'Archivio del Comune di Genova (servizio Beni Culturali) e nell'Archivio Fotografico della Soprintendenza per i Beni Artistici e Storici della Liguria si è potuto stilare un elenco, parziale, degli elementi decorativi e delle opere custodite all'interno della chiesa prima del bombardamento o comunque trasferite durante o dopo la guerra.
Tra i quadri:
- La Pietà tra quattro angeli e i santi Giovanni Evangelista, Maria Maddalena, Silvestro e Agostino, opera del pisano Aurelio Lomi datata al 1603 e conservata presso la Soprintendenza;
- Madonna col Bambino, angeli e i santi Giacinto, Alberto e Gerolamo, di Domenico Fiasella e realizzata intorno al 1640, custodita all'Istituto Arecco di Genova.

Tra gli affreschi perduti:
- Storie della Vergine (la Natività della Vergine, la Presentazione al Tempio, l'Annunciazione, la Visitazione e la Vergine assunta al cielo) e riquadri con allegorie dell'Obbedienza, della Magnanimità, e della Costanza di Lazzaro Tavarone nella volta dell'unica cappella presente nella chiesa, a sinistra dell'altare maggiore;
- Caduta di Cristo sotto la Croce e l'Ecce Homo di Valerio Castello, nelle pareti della navata;
- Gloria dello Spirito Santo, nella volta centrale, con opere di Valerio Castello, Domenico Piola e Paolo Brozzi;
- Orazione dei Getsemani e la Flagellazione di Cristo, nel presbiterio, di Domenico Piola;
- Putti con i Simboli della Passione, i Quattro Evangelisti e figure allegoriche, opere di Domenico Piola e Paolo Brozzi nella volta del presbiterio;
- Vergine Addolorata, gli ovati con la Cena in Emmaus (affresco strappato e conservato nel museo di Sant'Agostino), l'Apparizione di Cristo alla Madre, le Pie Donne al Sepolcro e l'Ascensione di Domenico Piola nella volta sotto il coro sopraelevato;
- Pietà e Santi e figure degli Evangelisti nella volta sopra il coro, di Giovanni Andrea Carlone.